# 大野紀明
大野 紀明（おおの としあき、1945年（昭和20年）4月18日 - 2016年（平成28年）10月20日）は、日本の政治家。愛知県稲沢市長（3期）。

## 人物
愛知県稲沢市出身。1968年（昭和43年）3月、愛知大学法経学部卒業。同年、稲沢市役所に入庁。
市長就任の前年、2005年に稲沢市は祖父江町、平和町と市町村合併したが、「稲沢ブランド」を全国に売り出すことに力を入れている。2010年11月に告示された市長選挙では民主党、自民党、公明党の推薦を受けて、無投票で再選した。
2014年12月7日の市長選において市民団体事務局長の茶原正士を破り3選。
3期目の任期途中の2016年（平成28年）10月20日、稲沢市内の病院で転移性脳腫瘍のため死去、71歳没。死没日をもって旭日小綬章追贈、従五位に叙される。

### 年表
- 2001年（平成13年）4月、稲沢市市長公室長。
- 2005年（平成17年）3月、稲沢市助役。
- 2006年（平成18年）12月25日、稲沢市長に就任[8]。
- 2010年（平成22年）6月、愛知県市長会副会長。
- 2010年（平成22年）12月、稲沢市長(2期目)。
- 2014年（平成26年）12月、稲沢市長(3期目)。
- 2016年（平成28年）10月20日、死去。

## エピソード
- 2011年4月26日、開発行為認可事件が発覚し、市民に対して謝罪した[9]。
- 趣味はソフトテニスでかつて稲沢市役所のソフトテニス部長を務めた[10]。
- 国府宮はだか祭にはふんどし姿で参加していた[11]。